# Arkona (Schiff, 2004)
Arkona ist der Name eines Mehrzweckschiffes mit Heimathafen Stralsund, das vom Reedereizentrum der Wasserstraßen- und Schifffahrtsverwaltung auf der Ostsee eingesetzt ist.

## Geschichte
Die Arkona wurde als Schadstoffunfall-Bekämpfungsschiff (SUBS) im Auftrag des Bundesministerium für Verkehr, Bau und Stadtentwicklung (BMVBS) auf der Peene-Werft in Wolgast gebaut. Die Kosten betrugen 44 Millionen Euro. Reeder ist das Wasserstraßen- und Schifffahrtsamt Stralsund.
Die Kiellegung des Schiffes fand am 15. Oktober 2003, der Stapellauf am 18. Juni 2004 statt. Das Schiff, das am 25. November 2004 fertiggestellt wurde, wurde am 2. April 2005 an seinem Heimathafen Stralsund in den Dienst des damaligen Wasser- und Schifffahrtsamtes Stralsund gestellt und löste den bisher tätigen Eisbrecher Stephan Jantzen ab.
Bereits ein Jahr nach Indienststellung stellte der Germanische Lloyd Mängel am Schiff fest. Im Januar 2008 wurde ihm die Klassifizierung entzogen. Das Schiff lag zu diesem Zeitpunkt zur Reparatur der POD-Antriebe in der Stralsunder Volkswerft. Seit Februar 2008 ist das Schiff wieder im Einsatz. Am 26. Oktober 2017 wurde das Schiff neu von Lloyd’s Register klassifiziert und am 21. Dezember 2017 wurde der noch bis zum 30. November 2019 gültige Klassenlauf bei DNV GL vorzeitig beendet.

## Einsatz
Das Schiff dient mehreren Zwecken:
- Schadstoffunfallbekämpfung,
- Notschleppungen,
- Eisbrechen (bis 50 cm Festeis),
- Feuerbekämpfung,
- Wahrnehmung schiffahrtpolizeilicher Aufgaben und
- Bearbeitung von schwimmenden Seezeichen.

## Antrieb
Der Antrieb des Schiffes erfolgt dieselelektrisch. Das Schiff verfügt über zwei Pods mit Elektromotoren (Schottel SEP 2) mit einer Leistung von jeweils 1850 kW.

## Ausrüstung
- Arbeitskran 22 m, 125 kN
- zwei Feuerlöschmonitore à 600 m³ je Stunde, Wurfweite 100 Meter, Wurfhöhe 25 Meter
- ein Wasser-/Schaummittellöschmonitor (400 m³ je Stunde)
- Schleppwindeanlage, Haltekraft 1.000 kN, 500 m Seil
- Ölsammeltank (35 m³)
- drei Ladetanks (400 m³)
- zwei Separationsanlagen à 320 m³ je Stunde

## Kommunikation
- Search and Rescue Radar Transponder (SART)
- NAVTEX-Empfänger
- Inmarsat C
- Sailor Iridium-Satellitentelefon
- GMDSS-Funkanlage (Grenz-/Kurzwelle) mit einer max. Leistung von 500 Watt
- Digital Selective Calling-Funkanlage
- UKW-Funk
- BOS-Funk
- Flugfunkanlage
- D-Netz-Mobilfunkanlage Vodafone (D2)
- Wireless LAN

## Bilder

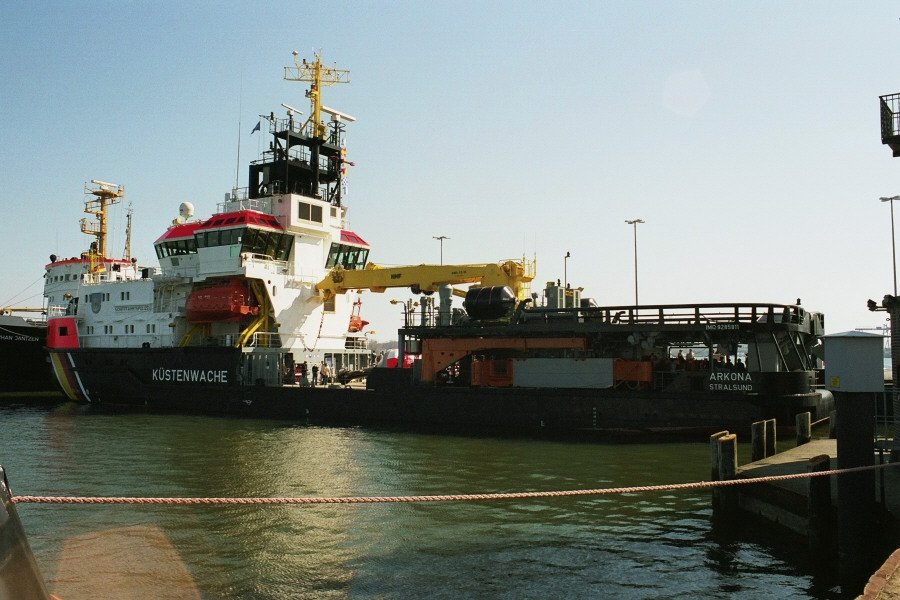
Die Arkona am Tag ihrer Indienststellung in Stralsund
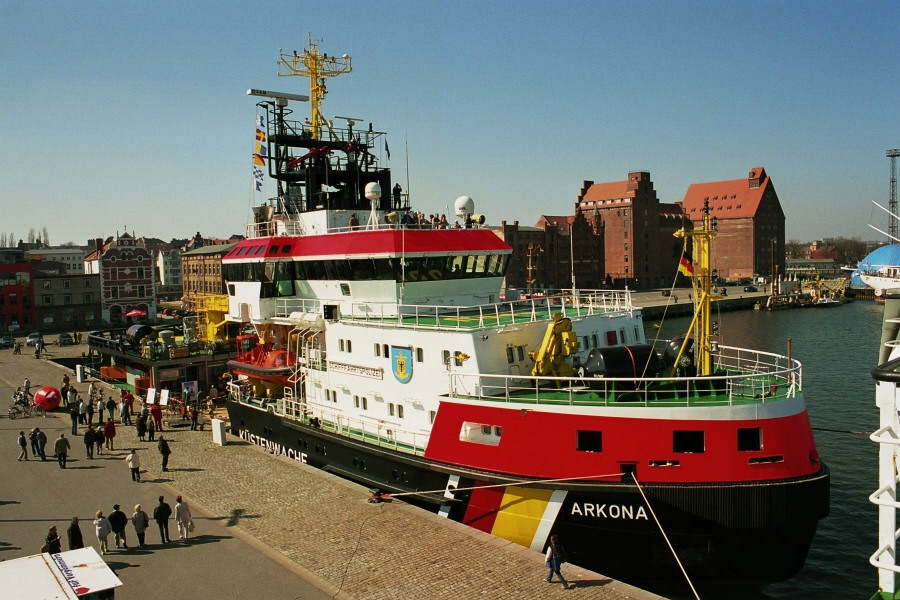
Die Arkona von Steuerbord
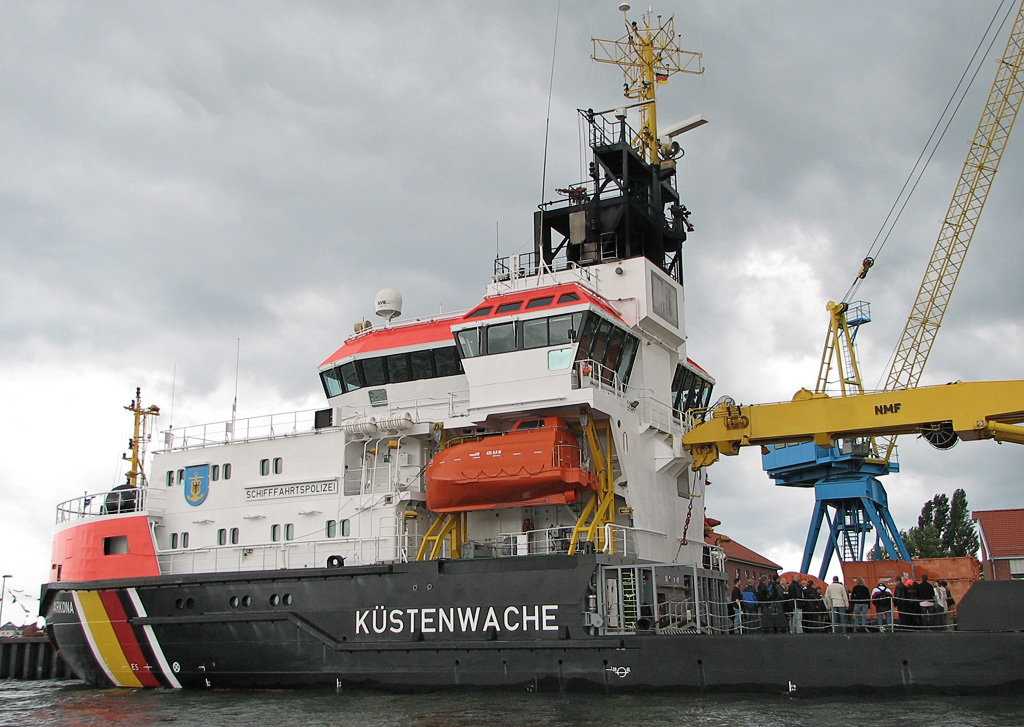
Mehrzweckschiff Arkona: Brückenaufbauten
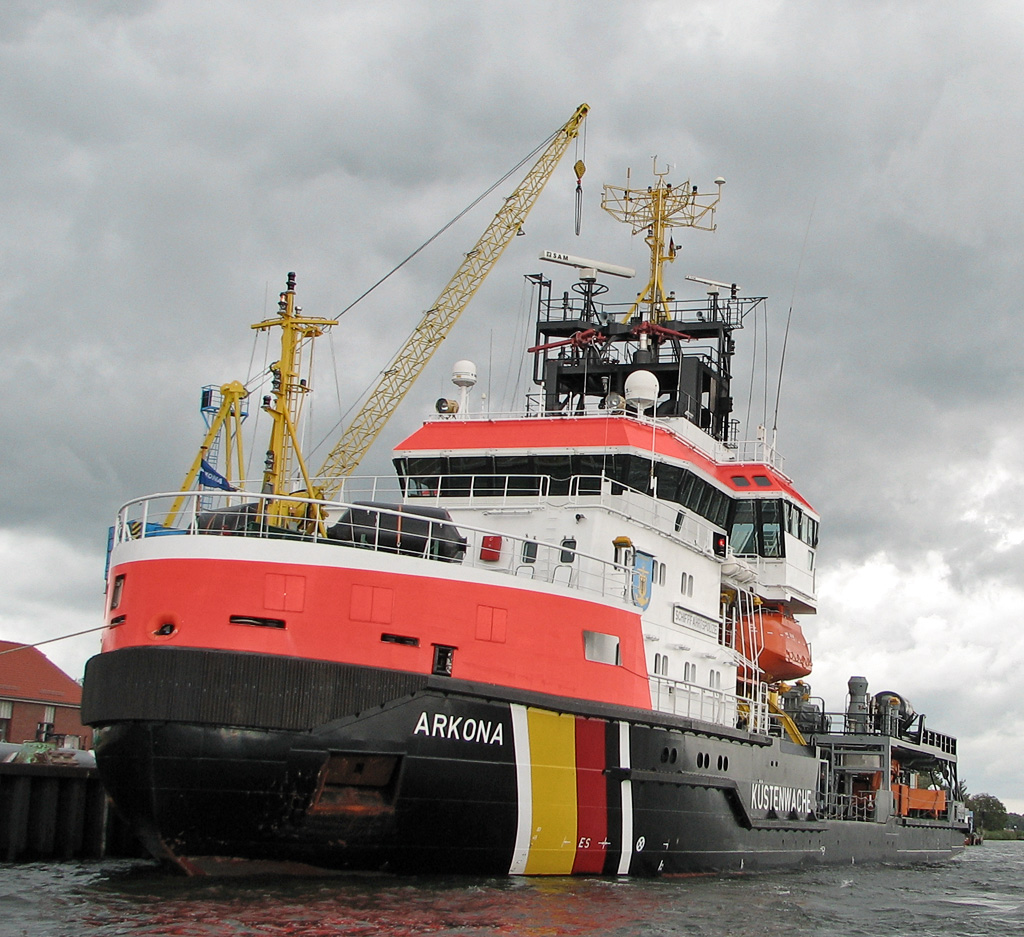
Mehrzweckschiff Arkona: Bugansicht
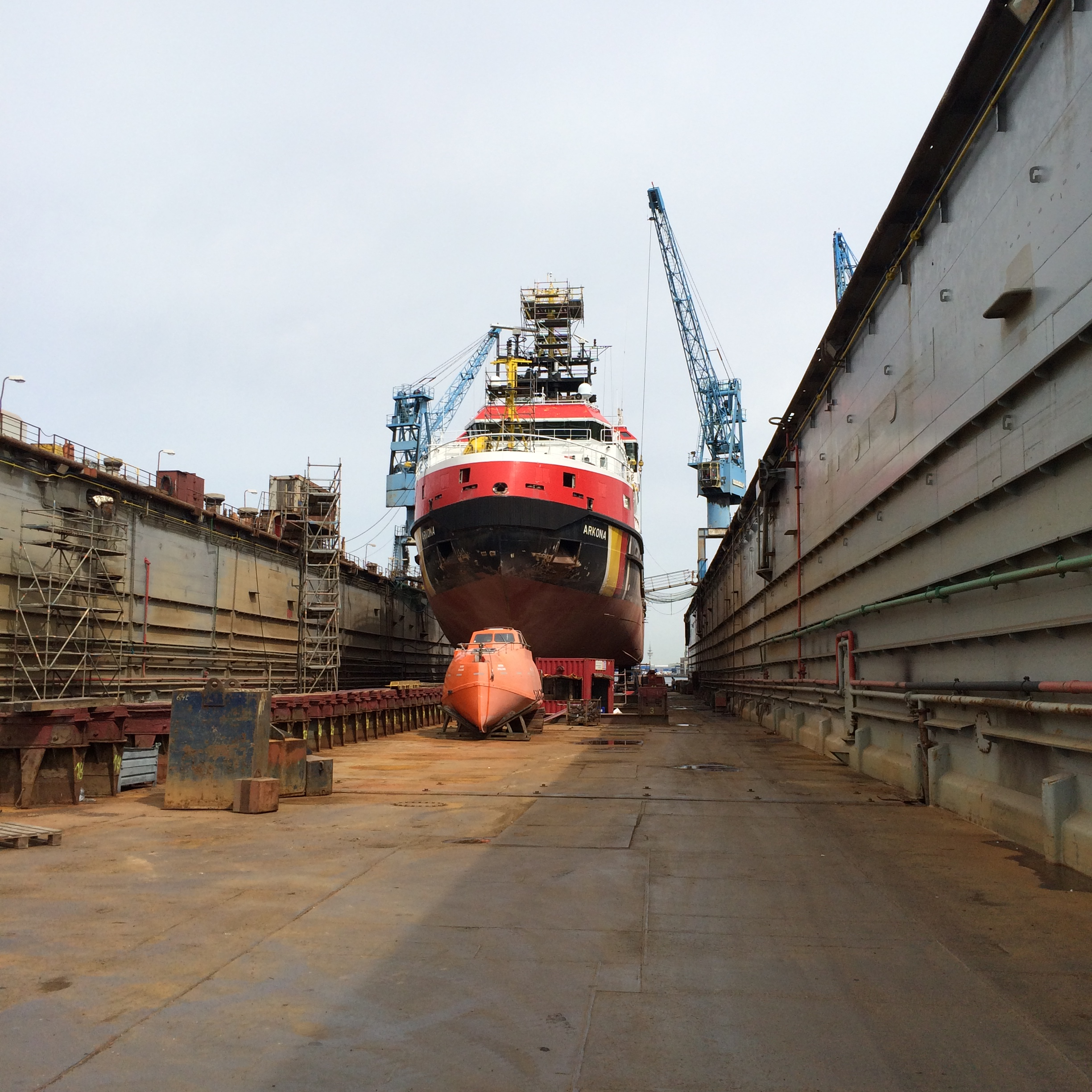
Arkona in der Reparaturwerft BREDO in Bremerhaven (Mai 2015)